# Związek Księgarzy Polskich

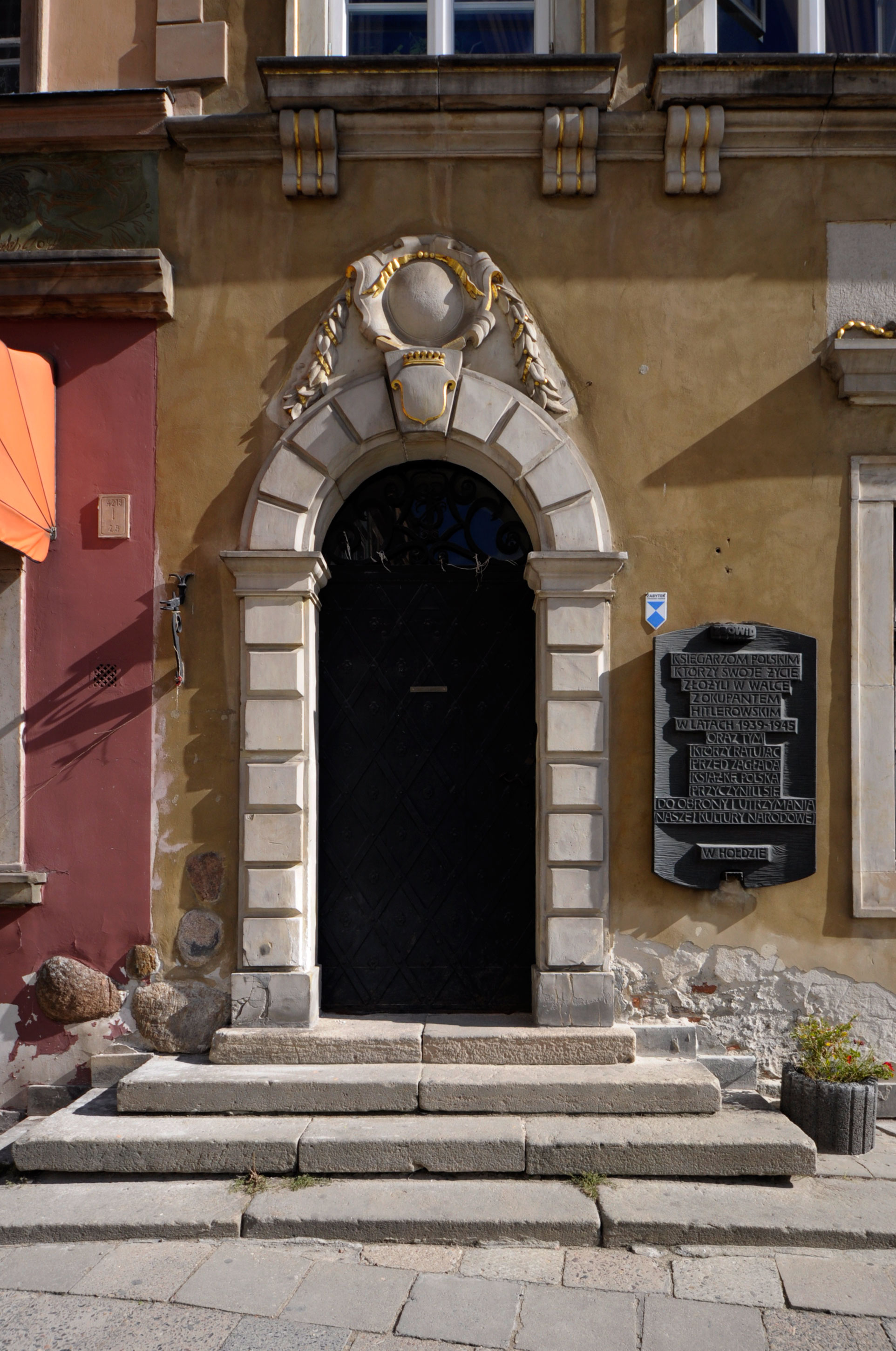
Tablica pamiątkowa poświęcona polskim księgarzom na ścianie Kamienicy Busserowskiej w Warszawie

Związek Księgarzy Polskich – stowarzyszenie właścicieli i pracowników księgarń polskich. Zostało założone w roku 1908 jako efekt pierwszego zjazdu polskich księgarzy z zaboru rosyjskiego, który odbył się 9–10 grudnia 1907. Po uzyskaniu przez Polskę niepodległości weszły do niego lokalne organizacje z wszystkich trzech zaborów. Został rozwiązany 1 października 1950 roku, a następnie reaktywowany w roku 1956 pod nazwą Stowarzyszenie Księgarzy Polskich. Organizacja otrzymała Krzyż Oficerski Orderu Odrodzenia Polski w 1985 roku.

## Tablica pamiątkowa poświęcona polskim księgarzom
Na ścianie Kamienicy Busserowskiej w Warszawie, po wschodniej stronie (zwanej stroną Barssa) Rynku Starego Miasta, znajduje się tablica pamiątkowa poświęcona polskim księgarzom. Wykonana z żeliwa tablica ufundowana została przez Związek Bojowników o Wolność i Demokrację. Napis na tablicy: 

ZBoWiD
Księgarzom polskim
którzy swoje życie
złożyli w walce
z okupantem
hitlerowskim
w latach 1939–1945
oraz tym
którzy ratując
przed zagładą
książkę polską
przyczynili się
do obrony i utrzymania
naszej kultury narodowej
W hołdzie